# Lobe den Herrn, meine Seele, BWV 69a
Lobe den Herrn, meine Seele, BWV 69a, ist eine Kirchenkantate von Johann Sebastian Bach, geschrieben 1723 in Leipzig für den zwölften Sonntag nach Trinitatis, den 15. August 1723. In seinen letzten Jahren arbeitete Bach sie zu einer Kantate zur Ratswahl um, BWV 69.

## Geschichte und Text
Bach schrieb die Kantate in seinem ersten Jahr in Leipzig, das er am ersten Sonntag nach Trinitatis begonnen hatte, für den zwölften Sonntag nach Trinitatis, den 15. August 1723. Er führte sie um 1727 erneut auf, wobei er die Besetzung der ersten Arie veränderte, und benutzte sie in den letzten Lebensjahren für eine Kantate zur Ratswahl, Lobe den Herrn, meine Seele, BWV 69. Die vorgeschriebenen Lesungen sind 2 Kor 3,4–12  und Mk 7,31–37 , die Heilung eines Taubstummen. Der unbekannte Kantatendichter bezog sich auf das Evangelium und deutete die Heilung als Sinnbild für das ständige Wirken Gottes am Menschen. Der Eingangschor ist daher Ps 103,2 , „Lobe den Herrn, meine Seele, und vergiss nicht, was er dir Gutes getan hat“. Die Dichtung erwähnt mehrfach „erzählen“, die Fähigkeit des Geheilten: „O dass ich tausend Zungen hätte!“ (Satz 2), „Meine Seele, auf, erzähle“ (Satz 3) und „Mein Mund ist schwach, die Zunge stumm Zu deinem Preis und Ruhm“ (Satz 4). Einige Sätze beruhen auf einem Kantatentext von Johann Oswald Knauer, 1720 in Gotha veröffentlicht in Gott-geheiligtes Singen und Spielen des Friedensteinischen Zions. Der Schlusschoral nimmt das Thema auf in der sechsten Strophe von Was Gott tut, das ist wohlgetan von Samuel Rodigast (1663).

## Besetzung und Struktur
Die Kantate ist festlich besetzt mit vier Solisten, Sopran, Alt, Tenor und Bass, einen vierstimmigen Chor, drei Trompeten, Pauken, drei Oboen, Oboe da caccia, Oboe d’amore, Blockflöte, Fagott, zwei Violinen, Viola, und Basso continuo.
1. Coro: Lobe den Herrn, meine Seele
2. Recitativo (Sopran): Ach, daß ich tausend Zungen hätte!
3. Aria (Tenor, Oboe da caccia, Blockflöte, Fagott): Meine Seele, auf, erzähle
4. Recitativo (Alt): Gedenk ich nur zurück
5. Aria (Bass, Oboe d’amore): Mein Erlöser und Erhalter
6. Choral: Was Gott tut, das ist wohlgetan, darbei will ich verbleiben.

## Musik
Bach berücksichtigte die Dualität des Psalmverses und gestaltete den Eingangschor als Doppelfuge. Beide Themen werden erst einzeln und dann in Kombination behandelt. In der ersten Aria in der Art einer Pastorale wird der Tenor von drei selbständig geführten Holzblasinstrumenten begleitet, Oboe da caccia, Blockflöte und Fagott. In einer späteren Fassung um 1727 änderte Bach die Besetzung zu Alt, Oboe und Violine, möglicherweise weil er keine geeigneten Spieler für die farbenreiche erste Fassung hatte. In der zweiten Arie wird der Gegensatz von Leiden und Freuden durch Chromatik ausgedrückt, die absteigt oder aufsteigt. Lebhafte Koloraturen beschließen den Satz. Der Schlusschoral ist der gleiche wie der in Weinen, Klagen, Sorgen, Zagen (1714), jedoch ohne die obligate Violinstimme.

## Einspielungen
- J.S. Bach: Das Kantatenwerk – Sacred Cantatas Vol. 4, Nikolaus Harnoncourt, Tölzer Knabenchor, Concentus Musicus Wien, soloist of the Tölzer Knabenchor, Paul Esswood, Kurt Equiluz, Ruud van der Meer, Teldec 1977
- J.S. Bach: Complete Cantatas Vol. 6, Ton Koopman, Amsterdam Baroque Orchestra & Choir, Ruth Ziesak, Elisabeth von Magnus, Paul Agnew, Klaus Mertens, Antoine Marchand 1997[4]
- J.S. Bach: Cantatas Vol. 13, Masaaki Suzuki, Bach Collegium Japan, Yoshie Hida, Kirsten Sollek-Avella, Makoto Sakurada, Peter Kooij, BIS 1999
- Edition Bachakademie Vol. 140 – Sacred Vocal Works, Helmuth Rilling, Gächinger Kantorei, Bach-Collegium Stuttgart, Sibylla Rubens, Anke Vondung, Marcus Ullmann, Hänssler 1999
- Bach Cantatas Vol. 6, John Eliot Gardiner, Monteverdi Choir, English Baroque Soloists, Katharine Fuge, Robin Tyson, Christoph Genz, Peter Harvey, Soli Deo Gloria 2000[3]